# Gebrüder Suhr

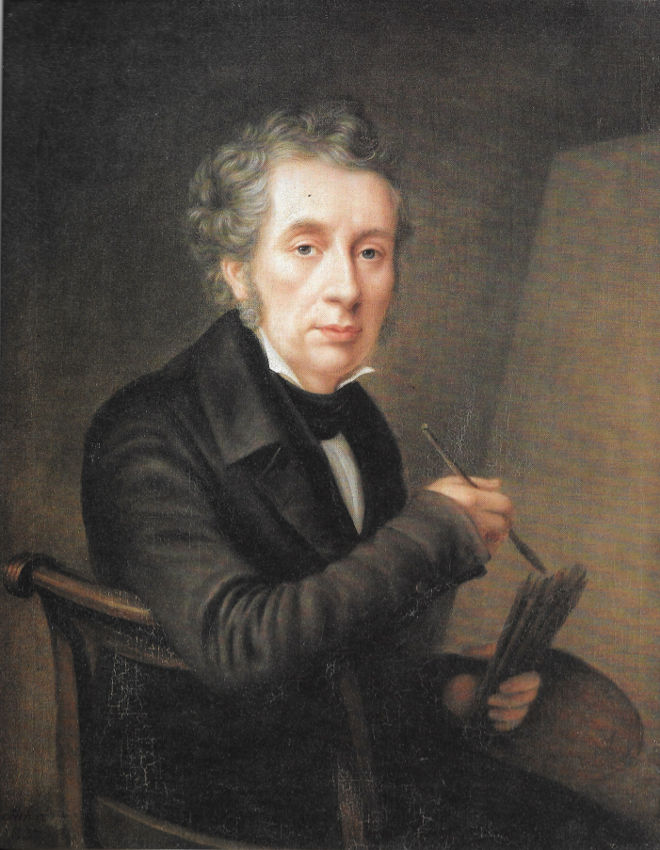
Christoffer Suhr Selbstbildnis, 1837

Die Gebrüder Christoffer, Cornelius und Peter Suhr waren deutsche Lithografen, Maler und Zeichner. Sie erschufen in der ersten Hälfte des 19. Jahrhunderts mehrere hundert Lithografien, Zeichnungen, Stiche, Grafiken sowie Radierungen und zählen – bereits seit ihren Lebzeiten – zu den bedeutendsten Künstlern Hamburgs. Als Motive dienten zumeist die Stadt Hamburg sowie die damaligen Vorstädte und deren Volksleben. Die Bilder der Gebrüder Suhr prägen bis heute den Begriff der Hamburgensie.

## Leben

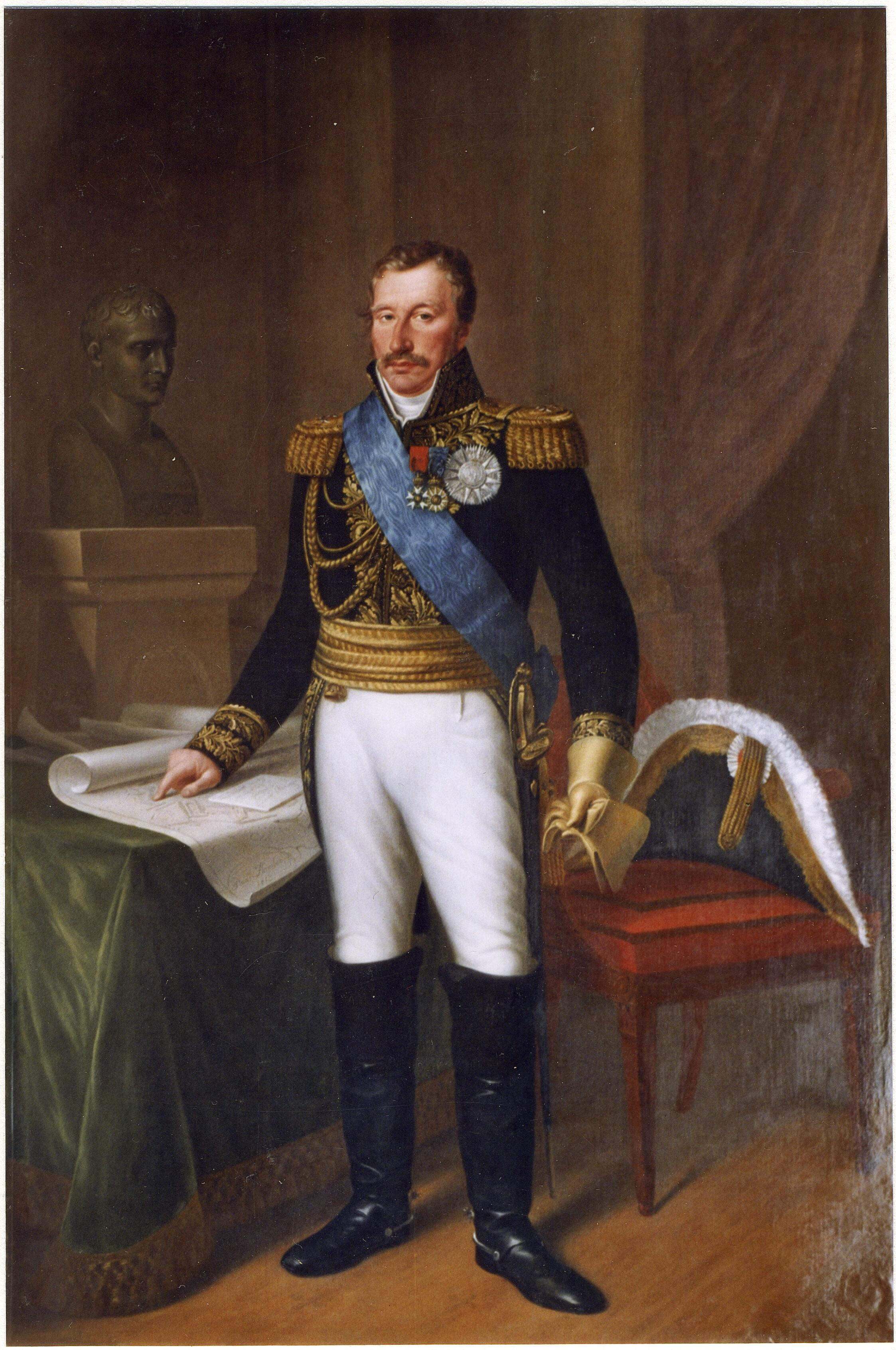
Dirk van Hogendorp, Gouverneur von Hamburg (Chr. Suhr, um 1814)

Die Gebrüder Suhr entstammten einer seit dem frühen 17. Jahrhundert am Voglerswall (heute Alsterarkaden) in Hamburg ansässigen Familie von Lohgerbern. Auch ihr Vater und ein weiterer Bruder (Johannes Suhr) war noch als Lohgerber tätig.
Christoffer Suhr (* 29. Mai 1771 in Hamburg; † 13. Mai 1842 ebenda) absolvierte – als einziger der drei Brüder – eine künstlerische Ausbildung. Zunächst lernte er bei dem Porträtmaler Franz Conrad Löhr in Hamburg, später ging er nach Braunschweig, um beim Landschaftsmaler P. J. F. Weitsch weitere Kenntnisse zu erwerben. Von 1792 bis 1795 bereiste er Italien und erhielt 1976 den Titel Professor extraordinarius der Königlichen Akademie der Künste zu Berlin. Seit Ende 1796 zurück in Hamburg, versuchte er sich einige Zeit als Porträtmaler, verlegte sich aber bald auf Trachten- und Landschaftsmalerei, später auch die seinerzeit sehr beliebten Panoramen. Überregional bekannt wurde er durch seine Werke Kleidertracht und Gebräuche in Hamburg (ab 1800) und Der Ausruf in Hamburg (1806/07). Er war seit 1817 Mitglied der Hamburger Freimaurerloge St. Georg zur grünenden Fichte. Er starb nur wenige Tage nach dem Hamburger Brand.
Cornelius Suhr (* 8. Januar 1781 in Hamburg, † 3. Juli 1857 ebenda) erlernte zunächst den Beruf des Zuckersieders, den er aber wegen der Kontinentalsperre und der einbrechenden Zuckerimporte aufgeben musste. Ab etwa 1805 arbeitete er mit seinem Bruder Christoffer zusammen, wurde in einer 1808 publizierten Sammlung spanischer Trachten erstmals als Radierer namentlich erwähnt, und wirkte ab 1812 maßgeblich an den Panoramadarstellungen Hamburgs mit, deren Vertrieb im In- und Ausland er auch besorgte und über viele Jahre hinweg wiederholt auf Reisen war, unter anderem in München, Wien, Salzburg, Budapest, St. Petersburg, Moskau, Paris und London. In München lernte er spätestens 1817 auch die damals noch recht neue Kunst der Lithografie kennen, die für die weitere Entwicklung des Suhrschen Werkes prägend wurde. Nach seiner Rückkehr eröffnete er 1849 eine eigene ständige Ausstellung in Sillems Bazar am Jungfernstieg, wo er neben den bewährten Hamburgensien auch Ansichten von seinen zahlreichen Reiseorten ausstellte. Cornelius Suhr war seit 1838 mit Wilhelmine Friederike, geb. Aumann verheiratet.
Peter Suhr (* 17. Juni 1788 in Hamburg, † 20. September 1857 ebenda) war zunächst als Kaufmann tätig. Er stieß erst vergleichsweise spät, nämlich etwa 1819, ins Unternehmen seiner beiden älteren Brüder, der forthin so benannten Spielkartenfabrik und Kupferdruckerey C.C.P. Suhr. Er unterstützte Christoffer bei der Panoramenausstellung in Hamburg und baute nebenbei seine Steindruckerei auf, die er ab 1828 (nach dem Auslaufen des Speckterschen Steindruck-Privilegs) betrieb. Peter war derjenige der Brüder, der die Druckerei und das Verlagsgeschäft organisierte. Er schuf insbesondere die zeichnerischen Vorlagen für den Familienbetrieb. So hat er unter anderem wesentlich an der ab 1829 erschienenen Serie Ansichten von Hamburg und deren Umgegend mitgewirkt, die im Folio- und Oktavformat erschienen. 
1831 wurde aus der Spielkartenfabrik und Kupferdruckerey C.C.P. Suhr das Lithographische Institut Peter Suhr. Ab 1838 gab er lieferungsweise das Werk Hamburg’s Vergangenheit in bildlichen Darstellungen im Folioformat heraus. Die Bilder fanden auf diese Weise eine weite Verbreitung und erreichten eine hohe Bekanntheit. Nachdem der älteste Bruder verstorben war, führte Peter ab 1842 neben der Steindruckerei auch die Panoramenausstellung weiter. Peter Suhr war verheiratet mit Dorothea Maria Amalia, geb. Wulff.

## Werke (Auswahl)
- Christoffer Suhr: Hamburgische Gebräuche und Kleidertrachten. 1803, Von gelehrte Sachen. In: Staats- und Gelehrten Zeitung des Hamburgischen unpartheyischen Correspondenten. 26. Oktober 1803, ohne Seitenangabe (deutsche-digitale-bibliothek.de).
- Christoffer Suhr, Gustav Andreas Forsmann (Stecher), Karl Johann Heinrich Hübbe: Der Ausruf in Hamburg: vorgestellt in Ein hundert und Zwanzig Colorirten Blättern. Hamburg 1808 (uni-hamburg.de).
- C. Suhr: Hamburgische Trachten. gezeichnet und gestochen. 1815 (uni-hamburg.de).
- Hamburger Bilderbuch. Ein Bildband mit 43 Schwarzweiß- und 50 Farbfotos, sowie 44 Kupferstichen nach Christoffer Suhr. Printas-Verlagsgesellschaft, Hamburg 1978, ISBN 3-921449-01-4 (Neuauflage).

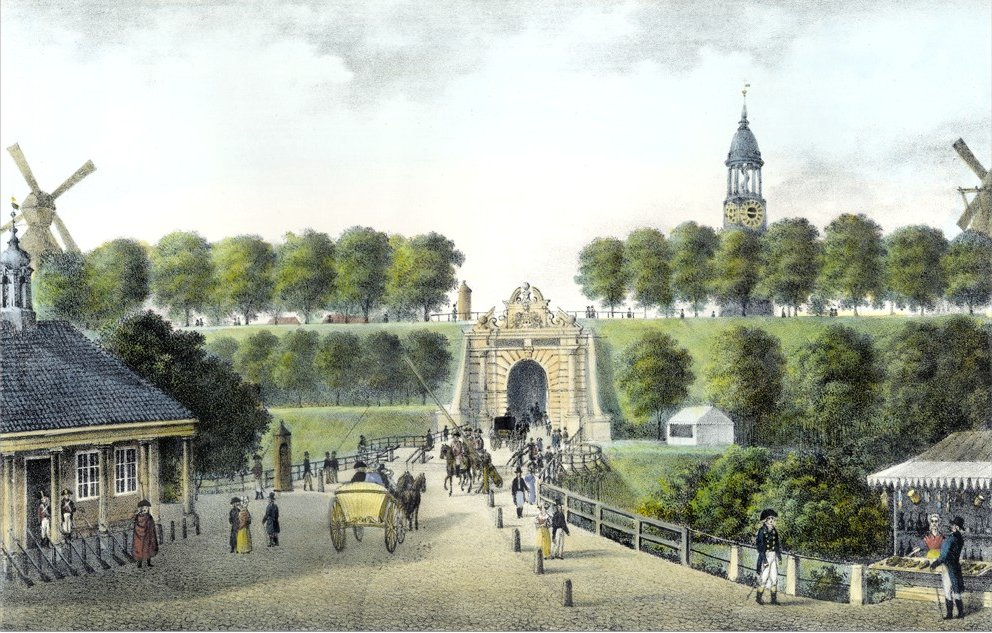
Millerntor um 1800
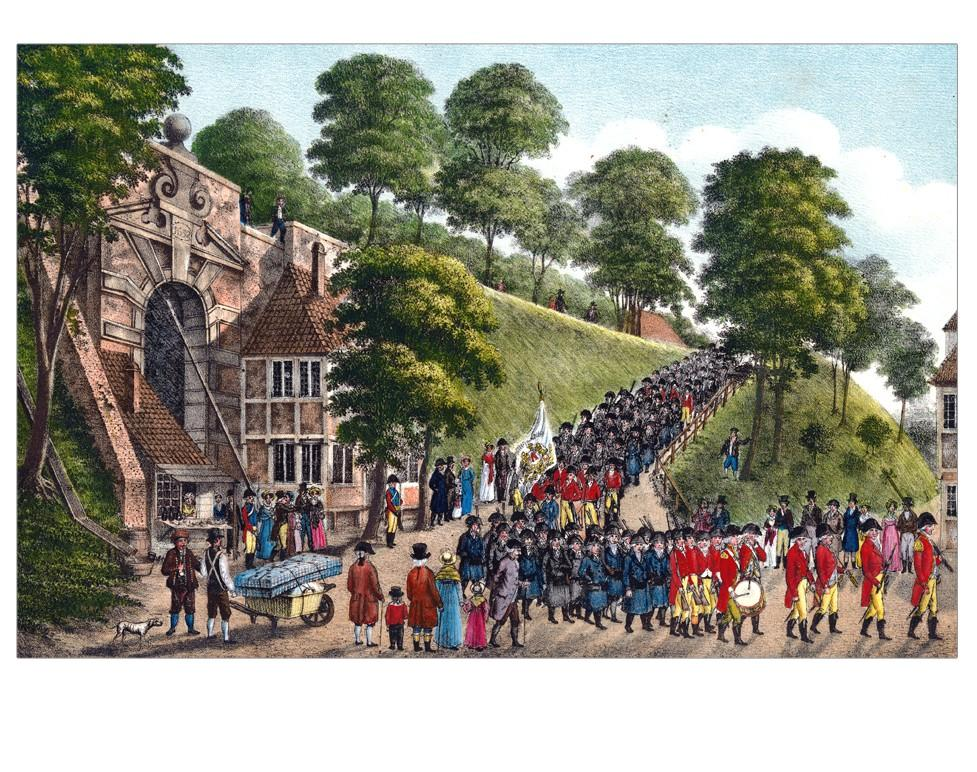
Dammtor und Bürgerwache 1800
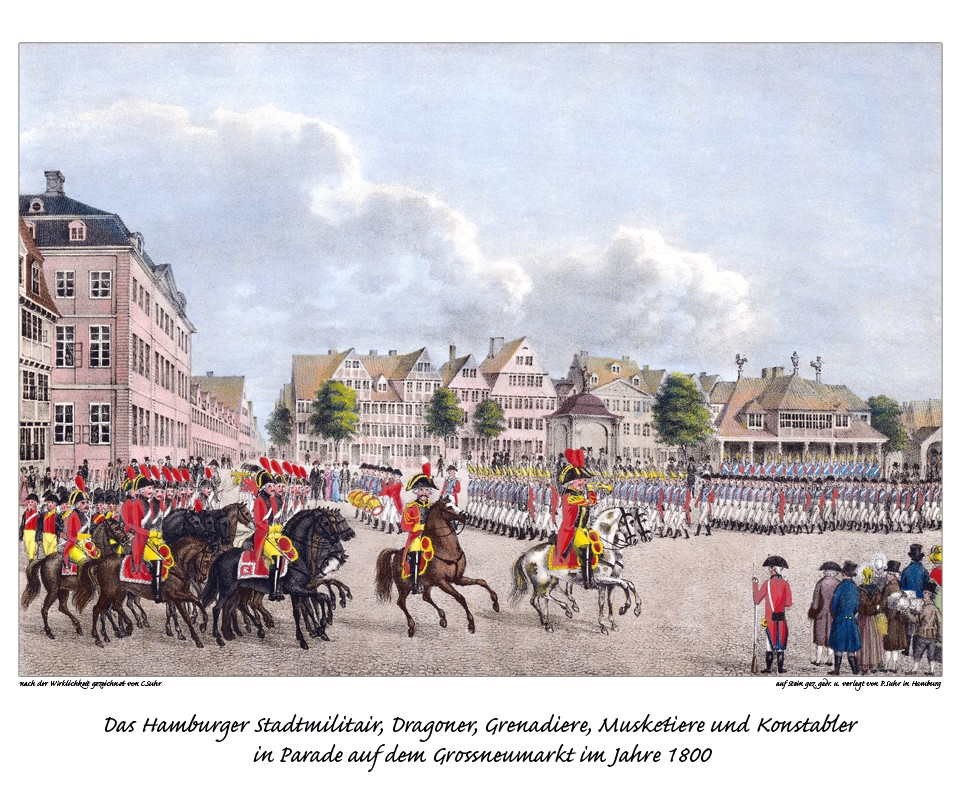
Hamburger Stadtmilitär auf dem Großneumarkt 1800
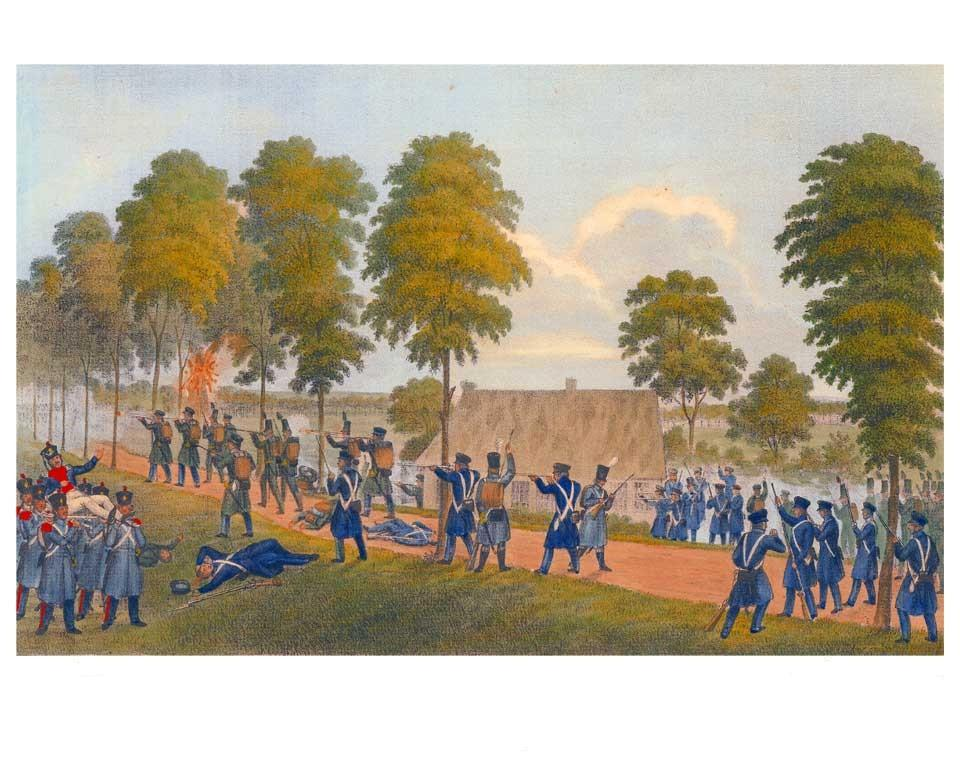
Gefecht auf der Veddel 1813
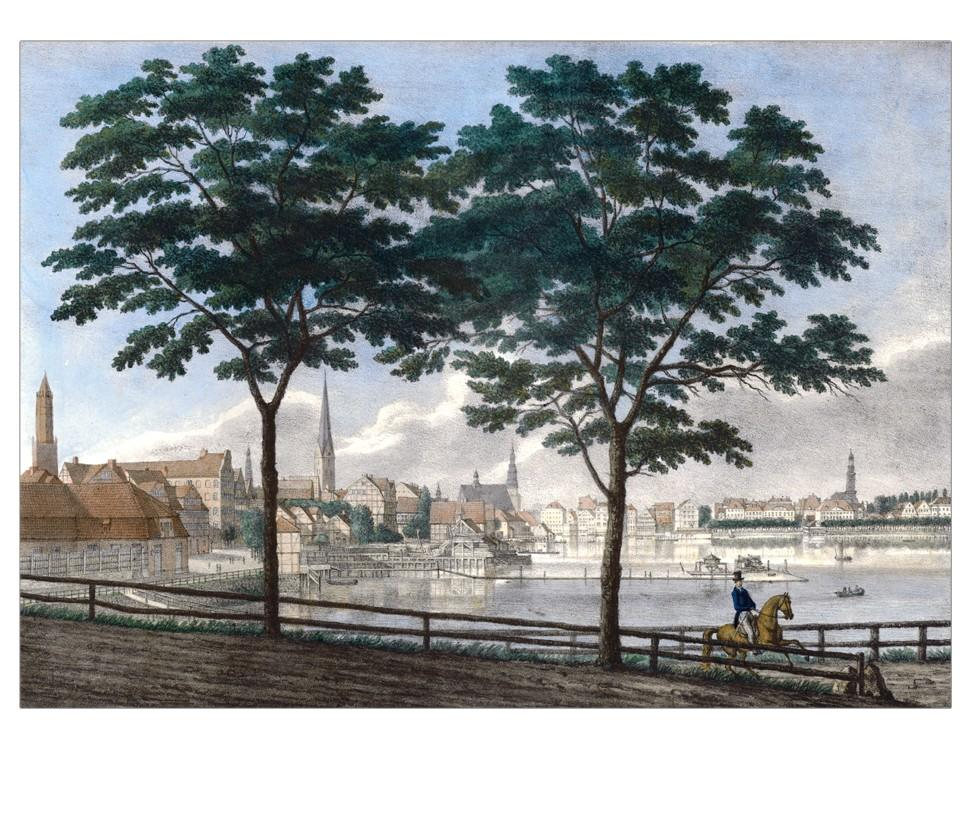
Binnenalster beim Holzdamm 1830
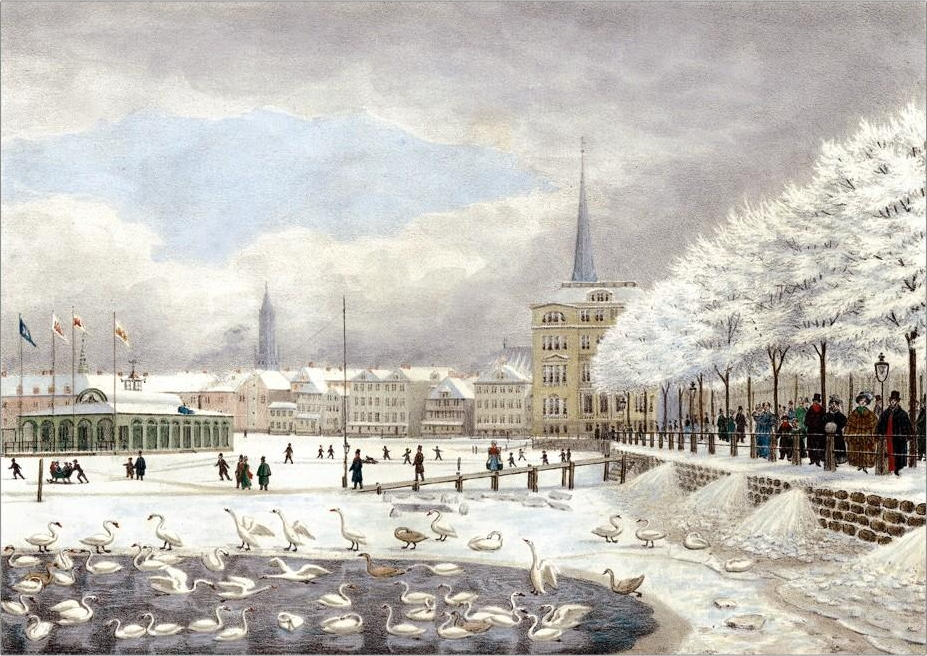
Binnenalster beim Jungfernstieg 1830

## Ehrung
Der Suhrsweg im Hamburger Stadtteil Barmbek-Nord trägt den Gebrüdern Suhr zu Ehren seit 1914 ihren Namen.

## Ausstellungen (Auswahl)
- 1978: Biedermeierliche Bildermacher: Die drei Brüder Suhr in Hamburg 1796–1857 (1. Juni bis 28. Juli), BAT-Haus Hamburg
- 2019: Hamburger Schule – Das 19. Jahrhundert neu entdeckt (12. April bis 14. Juli), Hamburger Kunsthalle